# María Sanudo (señora de Andros)
María Sanudo (fallecida en 1426) fue la señora de Andros.

## Biografía
Era la hija de Florencia Sanudo y su segundo marido y primo Nicolás II Sanudo, duques de Naxos.
Recibió la isla de Andros en feudo por su medio hermano Nicolás III dalle Carceri, pero fue privada de ella por el nuevo duque Francisco I Crispo, que dio Andros como dote a su hija Petronila y a su esposo Pedro Zeno.
Como compensación, recibió la isla de Paros como feudo en 1389 por Crispo.

## Matrimonio y descendencia
Se casó en 1390 con el noble de Verona, Gaspar Sommaripa (fallecido en 1402), y tuvo a Crusino I Sommaripa, señor de Paros, y Florencia Sommaripa, esposa de Jacobo I Crispo, undécimo duque de Naxos.